# Midi (gebouw)
MIDI is een voormalige bioscoop en theater in het centrum van Tilburg.

## Bioscoop
MIDI is een voormalige bioscoop, gevestigd aan de Heuvel in het centrum van Tilburg. Het gebouw, met bovenwoning, werd ontworpen door de Tilburgse architect Jos Schijvens in opdracht van Willem van Dun. De bioscoop werd geopend op 7 februari 1959 en had een grote zaal waar de grotere titels werden gedraaid. In 1964 overleed exploitant Jan van Dun, een zoon van Willem, en werd het bedrijf onderdeel van de Wolff Cinema Groep.
De bioscoop werd op 2 december 2007 gesloten en ging samen met Cinema Heuvelpoort op in een nieuwe bioscoop, MustSee. Die werd, met zeven zalen, op 5 december 2007 geopend in het centrum van Tilburg, in de zomer van 2008 gevolgd door Euroscoop (twaalf zalen), gelegen naast het onderwijsgebied Stappegoor in Tilburg-Zuid.

## Verbouwing tot theater
Na de sluiting van de MIDI als bioscoop werd begonnen met de verbouwing van het gebouw naar een laagdrempelig multitheater. Dit werd in de volksmond ook het Adje-theater genoemd, omdat Arijan van Bavel (de vertolker van het typetje Adje) samen met twee mede-ondernemers het pand wilde ombouwen tot een "laagdrempelig multitheater".
Volgens Van Bavel vertrekt alle variété naar de Randstad. Zelf reist hij langs theaters in het land. "Maar ook Tilburg verdient een eigen volkstheater", zei de acteur bij de presentatie.

## Val van de wethouders van Tilburg
Het gemeentebestuur kocht het MIDI-theaterpand voor 2,5 miljoen euro en wilde het voor vijf miljoen euro laten verbouwen. Van Bavel zou een jaarlijkse huursubsidie van twee ton gedurende de eerste drie jaar krijgen. Op 10 januari 2008 liet het VVD-raadslid Marc Verstraeten weten per 28 januari 2008 uit de partij en tevens gemeenteraad van Tilburg te stappen vanwege het in zijn ogen onverantwoorde besluit om dit bedrag te investeren in een theater voor 'Adje'.
Omdat de gemeente onder meer Endemol beloofde dat het nieuwe theater in januari gebruiksklaar zou zijn voor tv-opnamen, werd MIDI daarna onder tijdsdruk verbouwd, wat leidde tot onder meer overschrijding van het oorspronkelijke budget.
Op 14 april 2008 viel het college van Tilburg, nadat ook het CDA geen vertrouwen meer had in de CDA-wethouder Hans Janssen. Vervolgens dienden alle wethouders hun ontslag in.
Half februari 2009 vertrok wethouder Hugo Backx wegens een overschrijding van de verbouwkosten met 1,9 miljoen euro.
In april 2009 werd bekend dat Van Bavel en zijn bedrijf als exploitant stopten, met als aanleiding een dreigend exploitatietekort. Dit werd bekendgemaakt door de nieuwe wethouder Ton Horn en zakelijk directeur Joris Bengevoord.
Op 20 oktober 2009 gaf Van Bavel bij Pauw & Witteman aan dat hij bij de presentatie van het theater nooit als "Adje" had moeten gaan zitten, omdat daardoor volgens hem een verkeerd beeld ontstond.
Op 22 oktober 2009 begon commissaris van de Koningin Wim van de Donk van Noord-Brabant met het verzamelen van informatie over de politieke situatie in Tilburg. Burgemeester Ruud Vreeman kreeg een dag eerder een motie van wantrouwen, die gesteund werd door een meerderheid van de gemeenteraad.

## MIDI in 2009
De gemeente hield het theater in 2009 voorlopig zelf in exploitatie tot 1 januari 2010. In de tussentijd bereidde MIDI een doorstart verder voor en werd er gestart met een programmering. De nieuwe MIDI-exploitant werd gevraagd om tot die tijd als zaakwaarnemer op te treden. In die tijd moesten er alvast 21 voorstellingen in het theater komen, waarbij het risico bestond dat de zaalhuur afdroeg.
Oktober 2009 leidden de kostenoverschrijdingen voor de verbouw van het MIDI-theater tot een motie van wantrouwen door de Tilburgse gemeenteraad aan het adres van de Tilburgse burgemeester, Ruud Vreeman.

## MIDI in 2010
Vanaf januari 2010 werd Theaters Tilburg de nieuwe exploitant van het MIDI Theater. Het werkte in samenwerking met de gemeente en Tilburgse cultuurorganisaties een voorstel uit voor de exploitatie van het MIDI theater. Het Tilburgs college besloot positief over het voorstel.

## MIDI na 2010
Per 1 januari 2012 heeft MIDI de deuren gesloten omdat het niet lukte de exploitatie sluitend te krijgen. Het pand werd te koop gezet voor 2 miljoen euro. De verkoop door een plan van makelaar Toine Naber (het opknippen van het pand in een kantoorgedeelte enerzijds en een horeca en theatergedeelte anderzijds) in november 2013 leverde uiteindelijk ruim 1,3 miljoen euro op. Het gebouw is verkocht aan twee Tilburgse beleggers die het pand voor amateurkunst en commerciële doeleinden willen gebruiken.

## MIDI na 2014
De Midi is sinds dit jaar weer geopend, en wordt gebruikt voor verschillende doeleinde binnen de recreatieve branche. In het theater wordt opgetreden door verschillende zanggroepen, theatergroepen, en er zijn eenmalige voorstellingen. De horeca is geëxploiteerd aan de La Cloche Horeca groep. De Midi is geopend wanneer het theater is afgehuurd, of er evenementen plaatsvinden zoals de Tilburgse Kermis. Tevens was de MIDI een officiële trouwlocatie geworden. De exploitatie van het gebouw bleek niet rond te krijgen. In september 2018 werd met de sloop begonnen. Sinds juli 2020 is MIDI in gebruik als huisvesting voor (internationale) studenten.